# FIFA 20
『FIFA 20』は、EAスポーツが開発し、エレクトロニック・アーツより2019年9月27日に世界同時発売されたサッカーゲームである。

## 概要
2019年6月のE3で発表された。通常版のほかに、チャンピオンズエディションとアルティメットエディションも発売された。
今作ではユヴェントスが競合するKONAMIが発売した『PES2020』と独占契約を結んだため実名収録されない。同様にバルセロナの本拠地である「カンプ・ノウ」と2019まで搭載されていたバイエルン・ミュンヘンの本拠地「アリアンツ・アレーナ」は搭載されていない。
新規ではUAEのアル・アイン、独ブンデスリーガ（2.ブンデスリーガ含む）、ルーマニアのリーガ1のライセンスを取得。さらに2020年3月更新版ではコパ・リベルタドーレス、コパ・スダメリカーナなどCONMEBOL主催大会が初収録された。

## 収録リーグ
- イングランド
  - プレミアリーグ
  - フットボールリーグ・チャンピオンシップ
  - フットボールリーグ1
  - フットボールリーグ2
- フランス
  - リーグ・アン
  - リーグ・ドゥ
- ドイツ
  - ブンデスリーガ
  - ブンデスリーガ2部
  - 3. リーガ
- イタリア
  - セリエA

(ユヴェントスFCがピエモンテ・カルチョの名で収録。エンブレム・ユニフォーム・スタジアムは偽名。選手のみ実名。)
- - セリエB（カルチョB名称で一部チーム偽名）
- オランダ
  - エールディヴィジ
- ベルギー
  - ジュピラー・プロ・リーグ
- オーストリア
  - オーストリア・ブンデスリーガ
- スペイン
  - プリメーラ・ディビシオン
  - セグンダ・ディビシオン
- スコットランド
  - スコティッシュ・プレミアシップ
- ポルトガル
  - プリメイラ・リーガ
- スイス
  - スイス・スーパーリーグ
- アイルランド
  - リーグ・オブ・アイルランド
- デンマーク
  - デンマーク・スーペルリーガ
- トルコ
  - スュペル・リグ
- スウェーデン
  - アルスヴェンスカン
- ノルウェー
  - エリテセリエン
- ポーランド
  - エクストラクラサ
- アメリカ・カナダ
  - MLS
- メキシコ
  - リーガMX
- ルーマニア
  - リーガ1
- ブラジル
  - カンピオナート・ブラジレイロ・セリエA（ブラジルリーグ名称で全選手が偽名）
- アルゼンチン
  - アルゼンチン・プリメーラ・ディビシオン（ボカ・ジュニアーズとCAリーベル・プレートが偽名で収録）
- チリ
  - チリ・プリメーラ・ディビシオン
- コロンビア
  - カテゴリア・プリメーラA
- 日本
  - J1リーグ
- 韓国
  - Kリーグ1
- 中国
  - 中国サッカー・スーパーリーグ
- オーストラリア
  - Aリーグ
- サウジアラビア
  - サウジ・プロフェッショナルリーグ
- その他
  - ロシア・プレミアリーグから3クラブ
  - ギリシャ・スーパーリーグから4クラブ
  - シャフタール・ドネツクほか10クラブ
  - 男子A代表50チーム
  - 女子A代表15チーム